# Valdomiro Silveira
Valdomiro Silveira (Senhor Bom Jesus da Cachoeira, 11 de novembro de 1873 – Santos, 3 de junho de 1941) foi um escritor brasileiro, que se dedicou a representar, do ponto de vista literário, o caboclo/caipira, buscando retratar os seus costumes, o seu modo de vida, em obras como Os caboclos, a sua mais conhecida narrativa.
Parte da crítica literária considera-o como o precursor do regionalismo, uma vez que foi um dos primeiros autores a dar voz ao dialeto caipira,  num tempo em que o país se voltava contra o seu interior e, por extensão, ao seu habitante, ao seu linguajar, às suas tradições, considerando-os retrógrados e fonte de atraso nacional. Neste sentido, as publicações do autor constituem importante documento de uma época, de uma linguagem, de um modus vivendi sobre os quais se debruçam pesquisadores para analisar o seu universo literário.
Alfredo Bosi parece colocar em pé de igualdade Valdomiro Silveira e Afonso Arinos e, em sua História Concisa da Literatura Brasileira, afirma: “Arinos temperava a transcrição da linguagem mineira com um sensível comprazimento de prosa clássica; já em Valdomiro da Silveira predomina o gosto pela fala regional em si mesma (...).”
Frequentemente, estudos acadêmicos põem em diálogo a obra de Valdomiro Silveira com clássicos da nossa literatura como Guimarães Rosa, visto que boa parte da crítica pondera que o universo roseano tenha se inspirado especialmente na oralidade de autores como Valdomiro Silveira e João Simões Lopes Neto.

## Biografia
Filho de João Batista da Silveira, promotor público, e Cristina da Silveira, o escritor passou sua infância e adolescência em Casa Branca, interior paulista, onde o pai exercia a sua profissão. Era o segundo dos oito filhos do casal. Ainda em Casa Branca, teria dado início à escrita dos primeiros contos regionais. 
Formou-se em Direito na Faculdade de Direito de São Paulo. Em 1895, depois de concluir a faculdade, tornou-se promotor público e passou a atuar em Santa Cruz do Rio Pardo. Em 1905, transferiu-se para Santos, dedicando-se à advocacia, ao jornalismo e às letras. Em Santa Cruz do Rio Pardo, principiou a trabalhar as primeiras narrativas, sendo que boa parte de sua obra foi, inicialmente, publicada em jornais como A Semana, Revista do Brasil, Gazeta de Notícias e O Estado de S. Paulo. O seu primeiro conto, “Rabicho”, foi publicado aos 21 anos de idade, pelo jornal Diário Popular (São Paulo).
Valdomiro da Silveira também foi deputado estadual , vice-presidente da Constituinte Paulista  e Secretário de Educação do Estado de São Paulo. Também foi membro da Academia Santista de Letras  e da Academia Paulista de Letras. 
Casou-se em 1905 com Maria Isabel Quartim de Moraes. Tinha, então, já três filhos da primeira união e teve ainda mais três: Isa Silveira Leal, escritora, jornalista e novelista de rádio e televisão; Belkis, Valdo e Miroel Silveira, bacharel em Direito, crítico literário e contista, inclusive, premiado pela Academia Brasileira de Letras. Valdomiro Silveira é tio-avô da escritora Dinah Silveira de Queiróz, ocupante da cadeira número sete da Academia Brasileira de Letras.

## Obras
O autor deixou os livros de contos Os Caboclos (1920), Nas serras e nas furnas (1931), Mixuangos (1937), Leréias (1945, póstumo), além de várias narrativas ainda inéditas. Embora a diversidade cultural brasileira já tivesse sido tratada pelos autores românticos como José de Alencar, Visconde de Taunay, Bernardo Guimarães, com Valdomiro da Silveira, o tipo humano ganha notoriedade, substituindo-se a pintura dos painéis regionais com a dita “cor local”.
Em Os caboclos, uma coletânea com 24 contos, há histórias como “Camunhengue”, que conta a trajetória de um homem que contrai lepra e, aos poucos, vai sendo expurgado do convívio familiar e social; “Os curiangos” traz a história do coveiro que, diante de uma onda sucessiva de mortes, vê o corpo inerte da mulher amada – a metáfora do voo dos curiangos ganha destaque no desenlace da narrativa. Há também contos com uma nota humorística como “Por mexericos” e “Valentia”, que representam duas sátiras à bravura.  
Leréias , obra póstuma, que seria a produção literária preferida do autor, foi levada ao palco pelo ator Jandir Ferrari em 2018, sob o nome de “Lereias”, monólogo encenado na Cidade das Artes, Rio de Janeiro.  
Os contos de Leréias trazem a voz do caboclo, em histórias “contadas por eles mesmos” – havendo, ao final do livro, um glossário para facilitar o entendimento do leitor urbano, não afeito ao vocabulário caipira.
O acervo do escritor encontra-se no Instituto de Estudos Brasileiros (IEB) da Universidade de São Paulo,  como é o caso de "Mucufos". 